# 夢の飛礫
「夢の飛礫」（ゆめのつぶて）は、CHAGE and ASKAの楽曲。自身の44作目のシングルとして、キティMMEから2001年11月28日に発売された。

## 解説
2001年4枚目となるシングル。1年に4枚のシングル（オリジナル）を発売したのは1986年以来となった。CHAGE（現：Chage）の楽曲がシングルの表題曲として収録されたのは、1987年の「ロマンシングヤード」以来である。
カップリングの「HOTEL」・「砂時計のくびれた場所」は、ともに1989年のアルバム『PRIDE』収録曲のリメイクである。

## 収録曲
| #         | タイトル                 | 作詞      | 作曲             | 編曲                        | 時間  |
| --------- | ------------------------ | --------- | ---------------- | --------------------------- | ----- |
| 1.        | 「夢の飛礫」             | CHAGE     | CHAGE、Tom Watts | 十川知司                    | 5:11  |
| 2.        | 「HOTEL」                | ASKA      | ASKA             | ASKA with Elder Street Boys | 5:07  |
| 3.        | 「砂時計のくびれた場所」 | ASKA      | ASKA             | ASKA with Elder Street Boys | 5:02  |
| 合計時間: | 合計時間:                | 合計時間: | 合計時間:        | 合計時間:                   | 15:20 |

## 楽曲解説
1. 夢の飛礫
テレビ東京系新春ワイド時代劇『壬生義士伝〜新選組で一番強かった男〜』主題歌。
アルバム『NOT AT ALL』に収録されたものは、アウトロがシングル収録時とは異なり、演奏時間が少し長くなっている。
2. HOTEL
アルバム『PRIDE』収録曲のセルフカバー。
この楽曲はシングル発売当時においては「HOTEL 2001」と表記されていた。
2002年発売のセルフカバー・アルバム『STAMP』にも収録されている。
3. 砂時計のくびれた場所
アルバム『PRIDE』収録曲のセルフカバー。
この楽曲はシングル発売当時においては「砂時計のくびれた場所 2001」と表記されていた。
2002年発売のセルフカバー・アルバム『STAMP』にも収録されている。

## 収録アルバム
- PRIDE (#2,#3)※両方ともオリジナル・ヴァージョン
- NOT AT ALL (#1)※アルバム・ヴァージョン
- STAMP (#2,#3)
- THE STORY of BALLAD II (#1)
- CHAGE and ASKA VERY BEST NOTHING BUT C&A (#1)※アルバム・ヴァージョン